# Bistum Grand Island
Das in den USA gelegene Bistum Grand Island (lat.: Dioecesis Insulae Grandis) ist eine Diözese der römisch-katholischen Kirche mit Sitz in Grand Island, Nebraska. Es wurde am 8. März 1912 als Bistum Kearney aus Gebieten des Bistums Omaha errichtet, von dem es am 13. Mai 1916 noch weitere Gebiete abgetreten bekam.
Bereits am 11. April 1917 wurde der Name des Bistums auf die heutige Bezeichnung Grand Island geändert. Als das Bistum Omaha 1945 zum Erzbistum erhoben wurde, wurde Grand Island diesem als Suffragandiözese unterstellt.
Das Territorium des Bistums Grand Island umfasst heute die Gebiete von Buffalo County, Sherman County, Valley County, Garfield County, Loup County, Custer County, Blaine County, Brown County, Keya Paha County, Logan County, Thomas County, Hooker County, McPherson County, Grant County, Cherry County, Rock County, Garden County, Deuel County, Morrill County, Cheyenne County, Kimball County, Banner County, Box Butte County, Scotts Bluff County, Sioux County, Dawes County und Sheridan County sowie Teile von Dawson County, Lincoln County und Keith County.

## Bischöfe
1. James Albert Duffy (1913–1931)
2. Stanislaus Vincent Bona (1931–1944)
3. Edward Joseph Hunkeler (1945–1951)
4. John Linus Paschang (1951–1972)
5. John Joseph Sullivan (1972–1977)
6. Lawrence James McNamara (1978–2004)
7. William Joseph Dendinger (2004–2015)
8. Joseph Hanefeldt (seit 2015)

## Weblinks

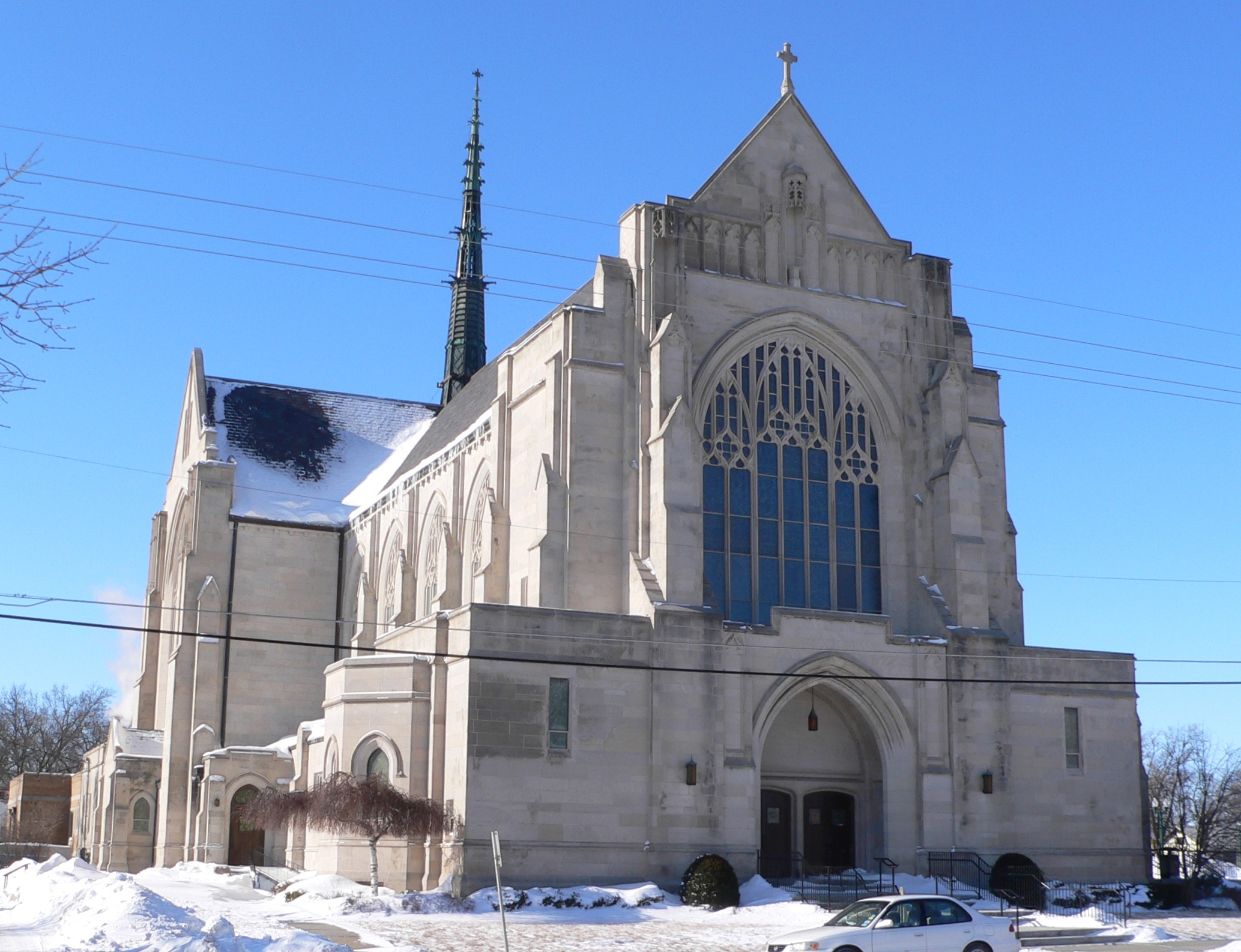
Kathedrale Nativity of the Blessed Virgin Mary